# ستيفن سوتلوف
ستيفن سوتلوف (بالإنجليزية: Steven Sotloff)‏ وهو صحفي أمريكي إسرائيلي ولد في يوم 11 مايو 1983 في بلدة باينكريست (فلوريدا) في الولايات المتحدة أُختطف في عام 2013 في مدينة حلب في سوريا من قبل عناصر تنظيم الدولة الإسلامية في العراق والشام أثناء تغطيته الحرب الأهلية السورية وقد بقي مُحتجزاً عند التنظيم إلى أن تم قطع رأسه في 2 سبتمبر 2014 بعد أسبوعين من قطع رأس الصحفي الآخر جيمس فولي  وقد كان يعمل هذا الصحفي في مجلة تايم وقد عمل أيضاً في العراق.

## وصلات خارجية
- Articles by Steven Sotloff at Time magazine
- Articles by Steven Sotloff at Foreign Policy

```
on 
تويتر
```

- Steven Joel Sotloff 2lives Foundation a scholarship founded by Sotloff's parents